# Давлетьяров Ахметсафа Мустафович
Ахметсафа Мустафович Давлетьяров (липень 1905, с. Татарська Каргала, Бугурусланський повіт, Оренбурзька губернія, Російська імперія — 9 травня 1938, м. Казань, ТАРСР, РРФСР, СРСР) — радянський татарський державний та політичний діяч. Член РКП(б) з 1925 року.

## Біографія
У 1917–1921 рр. був найнятий працювати на сільськогосподарських роботах. 
1925 року закінчив Татарський педагогічний технікум в Оренбурзі. З 1927 по 1930 рр. продовжив навчання у Татарському комуністичному університеті. До 1933 року навчався в аспірантурі того ж університету.
З 1925 р. на партійній роботі. В 1925–1927 рр. — відповідальний інструктор Хорезмійського окружного комітету КП (б) Узбекистану.
1930 р. призначений завідувачем культурно-просвітницького відділу Мензелінського кантонного комітету ВКП (б) (Татарська АРСР).
У 1933–1935 рр. — перший заступник начальника Політичного відділу Мензелінської машинно-тракторної станції (Татарська АРСР).
У 1935–1936 рр. працював секретарем Кзил-Юлдузького районного комітету ВКП (б) (Татарська АРСР).
1936 р. став редактором Татарського державного видавництва. А наступного року — відповідальним редактором газети «Кзыл Татарстан» («Червона Татарія»).
З липня по 29 листопада 1937 року — голова РНК Татарської АРСР.
Репресований за «султангаліївщиною». 29 листопада 1937 р. був заарештований і вже 9 травня 1938 р. розстріляний.
Реабілітований посмертно 1956 року.